# Canal de Menorca
Canal de Menorca este o arie protejată (sit de importanță comunitară — SCI) din Spania întinsă pe o suprafață de 335.353,6 ha, integral marine.

## Localizare
Centrul sitului Canal de Menorca este situat la coordonatele 39°52′41″N 3°37′21″E / 39.878°N 3.6224°E.

## Înființare
Situl Canal de Menorca a fost declarat sit de importanță comunitară în iulie 2014 pentru a proteja 10 specii de animale.

## Biodiversitate
Situată în ecoregiunile marină mediteraneană și mediteraneană, aria protejată conține 3 habitate naturale: Bancuri de nisip acoperite în permanență slab de apă marină, Recifuri, Straturi cu Posidonia (Posidonion oceanicae).
La baza desemnării sitului se află mai multe specii protejate:
- păsări (8): Calonectris diomedea, chirighiță neagră (Chlidonias niger), Hydrobates pelagicus, Larus audouinii, vultur pescar (Pandion haliaetus), Phalacrocorax aristotelis desmarestii, Puffinus mauretanicus, chiră de mare (Thalasseus sandvicensis)
- mamifere (1): delfin mare (Tursiops truncatus)
- reptile (1): Caretta caretta

Pe lângă speciile protejate, pe teritoriul sitului au mai fost identificate 19 specii de plante, 8 specii de mamifere, 94 de specii de nevertebrate, 52 de specii de pești, 1 specie de reptile.